# 1. Fußball-Club Köln 01/07 1982-1983
Questa voce raccoglie le informazioni riguardanti il 1. Fußball-Club Köln 01/07 nelle competizioni ufficiali della stagione 1982-1983.

## Stagione
Nella stagione 1982-1983 il Colonia, allenato da Rinus Michels, concluse il campionato di Bundesliga al 5º posto. In Coppa di Germania il Colonia perse la finale con dal Fortuna Colonia. In Coppa UEFA il Colonia fu eliminato agli ottavi di finale dal Roma.

## Rosa
| N. |                     | Ruolo | Calciatore         |
| -- | ------------------- | ----- | ------------------ |
|    | Germania (bandiera) | P     | Gerald Ehrmann     |
|    | Germania (bandiera) | P     | Harald Schumacher  |
|    | Germania (bandiera) | D     | Bernd Cullmann     |
|    | Germania (bandiera) | D     | Matthias Hönerbach |
|    | Germania (bandiera) | D     | Harald Konopka     |
|    | Germania (bandiera) | D     | Dieter Prestin     |
|    | Germania (bandiera) | D     | Peter Ritter       |
|    | Germania (bandiera) | D     | Paul Steiner       |
|    | Germania (bandiera) | D     | Gerd Strack        |
|    | Germania (bandiera) | D     | Holger Willmer     |
|    | Germania (bandiera) | C     | Stefan Engels      |
|    | Germania (bandiera) | C     | Uwe Haas           |

| N. |                                 | Ruolo | Calciatore         |
| -- | ------------------------------- | ----- | ------------------ |
|    | Germania (bandiera)             | C     | Pierre Littbarski  |
|    | Germania (bandiera)             | C     | Herbert Neumann    |
|    | Bosnia ed Erzegovina (bandiera) | C     | Edhem Šljivo       |
|    | Turchia (bandiera)              | C     | Telat Üzüm         |
|    | Germania (bandiera)             | C     | Herbert Zimmermann |
|    | Germania (bandiera)             | A     | Klaus Allofs       |
|    | Germania (bandiera)             | A     | Hans Faust         |
|    | Germania (bandiera)             | A     | Klaus Fischer      |
|    | Germania (bandiera)             | A     | Frank Hartmann     |
|    | Scozia (bandiera)               | A     | Vincent Mennie     |
|    | Germania (bandiera)             | A     | Ferenc Schmidt     |

## Organigramma societario
Area tecnica
- Allenatore: Rinus Michels
- Allenatore in seconda: Sylvester Takač
- Preparatore dei portieri: Rolf Herings
- Preparatori atletici:

## Calciomercato

### Sessione estiva
| Acquisti | Acquisti        | Acquisti        | Acquisti |
| R.       | Nome            | da              | Modalità |
| -------- | --------------- | --------------- | -------- |
| A        | Hans Faust      | Wattenscheid 09 |          |
| C        | Herbert Neumann | Bologna         |          |
| C        | Edhem Šljivo    | Nizza           |          |

| Cessioni | Cessioni         | Cessioni              | Cessioni |
| R.       | Nome             | a                     | Modalità |
| -------- | ---------------- | --------------------- | -------- |
| C        | Thomas Kroth     | Eintracht Francoforte |          |
| C        | Bernd Grabosch   | Fortuna Colonia       |          |
| C        | Hans-Peter Lipka | RFC Liegi             |          |
| A        | Rudi Müller      | Rot-Weiss Essen       |          |
| A        | Tony Woodcock    | Arsenal               |          |

### Sessione invernale
| Acquisti | Acquisti | Acquisti    | Acquisti |
| R.       | Nome     | da          | Modalità |
| -------- | -------- | ----------- | -------- |
| C        | Uwe Haas | Saarbrücken |          |

| Cessioni | Cessioni      | Cessioni       | Cessioni |
| R.       | Nome          | a              | Modalità |
| -------- | ------------- | -------------- | -------- |
| C        | Rainer Bonhof | Hertha Berlino |          |

## Risultati

### Bundesliga

#### Girone di andata
| Arbitro: | Tritschler |

|                          |           |                            |
| Bruns 61’ Tripbacher 73’ | Marcatori | 69’ Zimmermann 77’ Fischer |

| Arbitro: | Walz |

|                                       |           |  |
| Fischer 31’ Littbarski 43’ Šljivo 70’ | Marcatori |  |

| Arbitro: | Messmer |

|                        |           |  |
| Keser 40’ Rüssmann 53’ | Marcatori |  |

| Arbitro: | Neuner |

|                         |           |                 |
| Engels 6’ Hönerbach 37’ | Marcatori | 21’ Clute-Simon |

| Arbitro: | Roth |

|                       |           |             |
| Reinhardt 4’ Heck 51’ | Marcatori | 16’ Steiner |

| Arbitro: | Huster |

|                          |           |          |
| Littbarski 2’ Allofs 12’ | Marcatori | 8’ Meier |

| Arbitro: | Engel |

|                          |           |                                                                           |
| Eðvaldsson 7’ Wenzel 41’ | Marcatori | 39’ Littbarski 47’ Allofs 69’ Steiner 80’ Fischer 84’ Šljivo 90’ Hartmann |

| Arbitro: | Osmers |

|                                                        |           |             |
| Fischer 2’ Littbarski 40’ Strack 43’ Engels 79’ (rig.) | Marcatori | 18’ Günther |

| Leverkusen 9 ottobre 1982, ore 15:30 CET 9ª giornata | Bayer Leverkusen | 0 – 0 referto | Colonia | Ulrich-Haberland-Stadion (12 500 spett.)\| Arbitro: \| Ahlenfelder \| |
| Arbitro:                                             | Ahlenfelder      |               |         |                                                                       |

| Arbitro: | Barnick |

|            |           |  |
| Strack 27’ | Marcatori |  |

| Arbitro: | Redelfs |

|                         |           |  |
| Nickel 23’, 27’ Cha 79’ | Marcatori |  |

| Arbitro: | Walz |

|                                      |           |            |
| Littbarski 50’, 72’ Fischer 66’, 69’ | Marcatori | 73’ Storck |

| Arbitro: | Gabor |

|  |           |                |
|  | Marcatori | 90’ Littbarski |

| Arbitro: | Niebergall |

|            |           |            |
| Engels 41’ | Marcatori | 43’ Magath |

| Arbitro: | Clajus |

|           |           |                                     |
| Bruns 65’ | Marcatori | 11’, 81’ Allofs 58’, 79’ Littbarski |

| Arbitro: | Heitmann |

|            |           |                   |
| Allofs 38’ | Marcatori | 12’, 32’ Allgöwer |

| Berlino 11 dicembre 1982, ore 15:30 CET 17ª giornata | Hertha Berlino | 0 – 0 referto | Colonia | Stadio Olimpico (18 332 spett.)\| Arbitro: \| Klauser \| |
| Arbitro:                                             | Klauser        |               |         |                                                          |

#### Girone di ritorno
| Arbitro: | Brückner |

|                                       |           |            |
| Zimmermann 38’ Allofs 48’ Willmer 60’ | Marcatori | 71’ Geiger |

| Arbitro: | Tritschler |

|                                           |           |                               |
| Eilenfeldt 5’ Briegel 68’ (rig.) Wolf 75’ | Marcatori | 62’ Littbarski 78’ Zimmermann |

| Arbitro: | Hontheim |

|                |           |                |
| Allofs 2’, 80’ | Marcatori | 71’, 90’ Klotz |

| Arbitro: | Schmidhuber |

|           |           |                                                      |
| Dietz 59’ | Marcatori | 5’ Fischer 16’ Steiner 71’ Littbarski 77’ Zimmermann |

| Arbitro: | Gabor |

|                                                      |           |                                |
| Allofs 4’, 44’ Littbarski 18’ Engels 58’ Fischer 87’ | Marcatori | 25’ (rig.) Weyerich 65’ Dreßel |

| Arbitro: | Ermer |

|                  |           |             |
| Sidka 54’ (rig.) | Marcatori | 43’ Fischer |

| Arbitro: | Messmer |

|                                                 |           |  |
| Allofs 5’ Littbarski 21’, 45’ (rig.) Engels 77’ | Marcatori |  |

| Arbitro: | Theobald |

|          |           |             |
| Bold 81’ | Marcatori | 19’ Willmer |

| Arbitro: | Föckler |

|                                        |           |            |
| Fischer 3’, 60’ Strack 10’ Neumann 69’ | Marcatori | 33’ Økland |

| Arbitro: | Redelfs |

|                     |           |  |
| Lienen 47’ Reiß 85’ | Marcatori |  |

| Arbitro: | Retzmann |

|                                  |           |                       |
| Littbarski 5’ (rig.) Fischer 53’ | Marcatori | 16’ Sziedat 59’ Kroth |

| Bochum 30 aprile 1983, ore 15:30 CEST 29ª giornata | Bochum  | 0 – 0 referto | Colonia | Ruhrstadion (18 000 spett.)\| Arbitro: \| Barnick \| |
| Arbitro:                                           | Barnick |               |         |                                                      |

| Arbitro: | Hontheim |

|                        |           |  |
| Strack 45’ Steiner 65’ | Marcatori |  |

| Arbitro: | Brehm |

|                  |           |                |
| Hartwig 39’, 77’ | Marcatori | 75’ Littbarski |

| Arbitro: | Brückner |

|                        |           |           |
| Strack 55’ Steiner 79’ | Marcatori | 23’ Bruns |

| Arbitro: | Horeis |

|                      |           |              |
| Allgöwer 44’ Six 62’ | Marcatori | 86’ Hartmann |

| Arbitro: | Schmidhuber |

|                                       |           |                         |
| Willmer 23’ Zimmermann 53’ Allofs 77’ | Marcatori | 80’ Timme 84’ Killmaier |

### Coppa di Germania
| Arbitro: | Heitmann |

|                                                |           |          |
| Schwarz 5’ (aut.) Strack 45’ Engels 71’ (rig.) | Marcatori | 7’ Szech |

| Arbitro: | Risse |

|                                     |           |          |
| Engels 3’ Šljivo 36’ Littbarski 62’ | Marcatori | 35’ Waas |

| Arbitro: | Meijerink |

|                                             |           |               |
| Engels 23’, 55’ Fischer 30’, 48’ Allofs 37’ | Marcatori | 69’ Klinsmann |

| Arbitro: | Brehm |

|                                                |           |  |
| Fischer 5’, 18’, 47’ Engels 36’ Zimmermann 62’ | Marcatori |  |

| Arbitro: | Roth |

|                                            |           |                      |
| Engels 20’ (rig.) Hartmann 84’ Steiner 94’ | Marcatori | 10’ Allgöwer 62’ Six |

| Arbitro: | Engel |

|                |           |  |
| Littbarski 68’ | Marcatori |  |

### Coppa UEFA
| Arbitro: | Ponnet |

|  |           |            |
|  | Marcatori | 57’ Allofs |

| Arbitro: | Carrion |

|                                            |           |  |
| Fischer 8’, 25’ Šljivo 15’, 61’ Engels 21’ | Marcatori |  |

| Arbitro: | Eriksson |

|                              |           |            |
| Johnstone 10’ McClelland 85’ | Marcatori | 60’ Allofs |

| Arbitro: | Palotai |

|                                                             |           |  |
| Littbarski 7’ Engels 11’, 21’ (rig.) Fischer 19’ Allofs 52’ | Marcatori |  |

| Arbitro: | Vautrot |

|            |           |  |
| Allofs 41’ | Marcatori |  |

| Arbitro: | Schoeters |

|                      |           |  |
| Iorio 56’ Falcão 89’ | Marcatori |  |

## Statistiche

### Statistiche di squadra
| Competizione      | Punti | In casa | In casa | In casa | In casa | In casa | In casa | In trasferta | In trasferta | In trasferta | In trasferta | In trasferta | In trasferta | Totale | Totale | Totale | Totale | Totale | Totale | DR  |
| Competizione      | Punti | G       | V       | N       | P       | Gf      | Gs      | G            | V            | N            | P            | Gf           | Gs           | G      | V      | N      | P      | Gf     | Gs     | DR  |
| ----------------- | ----- | ------- | ------- | ------- | ------- | ------- | ------- | ------------ | ------------ | ------------ | ------------ | ------------ | ------------ | ------ | ------ | ------ | ------ | ------ | ------ | --- |
| Bundesliga        | 43    | 17      | 13      | 3       | 1       | 45      | 18      | 17           | 4            | 6            | 7            | 24           | 24           | 34     | 17     | 9      | 8      | 69     | 42     | +27 |
| Coppa di Germania | -     | 6       | 6       | 0       | 0       | 20      | 5       | 0            | 0            | 0            | 0            | 0            | 0            | 6      | 6      | 0      | 0      | 20     | 5      | +15 |
| Coppa UEFA        | -     | 3       | 3       | 0       | 0       | 11      | 0       | 3            | 1            | 0            | 2            | 2            | 4            | 6      | 4      | 0      | 2      | 13     | 4      | +9  |
| Totale            | 43    | 26      | 22      | 3       | 1       | 76      | 23      | 20           | 5            | 6            | 9            | 26           | 28           | 46     | 27     | 9      | 10     | 102    | 51     | +51 |

### Andamento in campionato
| Giornata  | 1 | 2 | 3 | 4 | 5 | 6 | 7 | 8 | 9 | 10 | 11 | 12 | 13 | 14 | 15 | 16 | 17 | 18 | 19 | 20 | 21 | 22 | 23 | 24 | 25 | 26 | 27 | 28 | 29 | 30 | 31 | 32 | 33 | 34 |
| --------- | - | - | - | - | - | - | - | - | - | -- | -- | -- | -- | -- | -- | -- | -- | -- | -- | -- | -- | -- | -- | -- | -- | -- | -- | -- | -- | -- | -- | -- | -- | -- |
| Luogo     | T | C | T | C | T | C | T | C | T | C  | T  | C  | T  | C  | T  | C  | T  | C  | T  | C  | T  | C  | T  | C  | T  | C  | T  | C  | T  | C  | T  | C  | T  | C  |
| Risultato | N | V | P | V | P | V | V | V | N | V  | P  | V  | V  | N  | V  | P  | N  | V  | P  | N  | V  | V  | N  | V  | N  | V  | P  | N  | N  | V  | P  | V  | P  | V  |
| Posizione | 6 | 3 | 8 | 6 | 8 | 5 | 5 | 4 | 5 | 5  | 5  | 4  | 4  | 4  | 3  | 5  | 6  | 4  | 6  | 6  | 6  | 6  | 6  | 6  | 6  | 5  | 5  | 5  | 5  | 5  | 6  | 5  | 5  | 5  |

Legenda:

Luogo: C = Casa; T = Trasferta. Risultato: V = Vittoria; N = Pareggio; P = Sconfitta.

### Statistiche dei giocatori
| Giocatore     | Bundesliga | Bundesliga | Bundesliga  | Bundesliga | Coppa di Germania | Coppa di Germania | Coppa di Germania | Coppa di Germania | Coppa UEFA | Coppa UEFA | Coppa UEFA  | Coppa UEFA | Totale   | Totale | Totale      | Totale     |
| Giocatore     | Presenze   | Reti       | Ammonizioni | Espulsioni | Presenze          | Reti              | Ammonizioni       | Espulsioni        | Presenze   | Reti       | Ammonizioni | Espulsioni | Presenze | Reti   | Ammonizioni | Espulsioni |
| ------------- | ---------- | ---------- | ----------- | ---------- | ----------------- | ----------------- | ----------------- | ----------------- | ---------- | ---------- | ----------- | ---------- | -------- | ------ | ----------- | ---------- |
| K. Allofs     | 24         | 12         | 2           | 0          | 5                 | 1                 | 0                 | 0                 | 6          | 4          | 0           | 0          | 35       | 17     | 2           | 0          |
| R. Bonhof     | 9          | 0          | 1           | 0          | 1                 | 0                 | 0                 | 0                 | 4          | 0          | 0           | 0          | 14       | 0      | 1           | 0          |
| B. Cullmann   | 9          | 0          | 0           | 0          | 1                 | 0                 | 0                 | 0                 | 4          | 0          | 0           | 0          | 14       | 0      | 0           | 0          |
| G. Ehrmann    | 1          | 0          | 0           | 0          | 0                 | 0                 | 0                 | 0                 | 0          | 0          | 0           | 0          | 1        | 0      | 0           | 0          |
| S. Engels     | 30         | 5          | 4           | 0          | 6                 | 6                 | 0                 | 0                 | 6          | 3          | 0           | 0          | 42       | 14     | 4           | 0          |
| H. Faust      | 0          | 0          | 0           | 0          | 0                 | 0                 | 0                 | 0                 | 0          | 0          | 0           | 0          | 0        | 0      | 0           | 0          |
| K. Fischer    | 32         | 12         | 0           | 0          | 6                 | 5                 | 0                 | 0                 | 5          | 3          | 0           | 0          | 43       | 20     | 0           | 0          |
| U. Haas       | 3          | 0          | 0           | 0          | 0                 | 0                 | 0                 | 0                 | 0          | 0          | 0           | 0          | 3        | 0      | 0           | 0          |
| F. Hartmann   | 23         | 2          | 0           | 0          | 4                 | 1                 | 0                 | 0                 | 3          | 0          | 0           | 0          | 30       | 3      | 0           | 0          |
| M. Hönerbach  | 20         | 1          | 0           | 0          | 4                 | 0                 | 0                 | 0                 | 1          | 0          | 0           | 0          | 25       | 1      | 0           | 0          |
| H. Konopka    | 15         | 0          | 2           | 0          | 3                 | 0                 | 0                 | 0                 | 5          | 0          | 0           | 0          | 23       | 0      | 2           | 0          |
| T. Kroth      | 1          | 0          | 0           | 0          | 1                 | 0                 | 0                 | 0                 | 0          | 0          | 0           | 0          | 2        | 0      | 0           | 0          |
| P. Littbarski | 34         | 16         | 2           | 0          | 6                 | 2                 | 1                 | 0                 | 5          | 1          | 1           | 0          | 45       | 19     | 4           | 0          |
| V. Mennie     | 0          | 0          | 0           | 0          | 0                 | 0                 | 0                 | 0                 | 0          | 0          | 0           | 0          | 0        | 0      | 0           | 0          |
| H. Neumann    | 10         | 1          | 1           | 0          | 2                 | 0                 | 0                 | 0                 | 0          | 0          | 0           | 0          | 12       | 1      | 1           | 0          |
| D. Prestin    | 28         | 0          | 1           | 0          | 6                 | 0                 | 0                 | 0                 | 6          | 0          | 0           | 0          | 40       | 0      | 1           | 0          |
| P. Ritter     | 0          | 0          | 0           | 0          | 0                 | 0                 | 0                 | 0                 | 0          | 0          | 0           | 0          | 0        | 0      | 0           | 0          |
| F. Schmidt    | 0          | 0          | 0           | 0          | 1                 | 0                 | 0                 | 0                 | 0          | 0          | 0           | 0          | 1        | 0      | 0           | 0          |
| T. Schumacher | 34         | 0          | 0           | 0          | 6                 | 0                 | 0                 | 0                 | 6          | 0          | 0           | 0          | 46       | 0      | 0           | 0          |
| P. Steiner    | 33         | 5          | 3           | 0          | 5                 | 1                 | 2                 | 0                 | 5          | 0          | 0           | 0          | 43       | 6      | 5           | 0          |
| G. Strack     | 28         | 5          | 2           | 0          | 5                 | 1                 | 1                 | 0                 | 4          | 0          | 1           | 0          | 37       | 6      | 4           | 0          |
| H. Willmer    | 32         | 3          | 2           | 0          | 4                 | 0                 | 0                 | 0                 | 4          | 0          | 0           | 1          | 40       | 3      | 2           | 1          |
| H. Zimmermann | 26         | 5          | 2           | 0          | 5                 | 1                 | 1                 | 0                 | 3          | 0          | 0           | 0          | 34       | 6      | 3           | 0          |
| T. Üzüm       | 0          | 0          | 0           | 0          | 0                 | 0                 | 0                 | 0                 | 0          | 0          | 0           | 0          | 0        | 0      | 0           | 0          |
| E. Šljivo     | 28         | 2          | 4           | 0          | 5                 | 1                 | 0                 | 0                 | 6          | 2          | 0           | 0          | 39       | 5      | 4           | 0          |